# Kapitan Cina

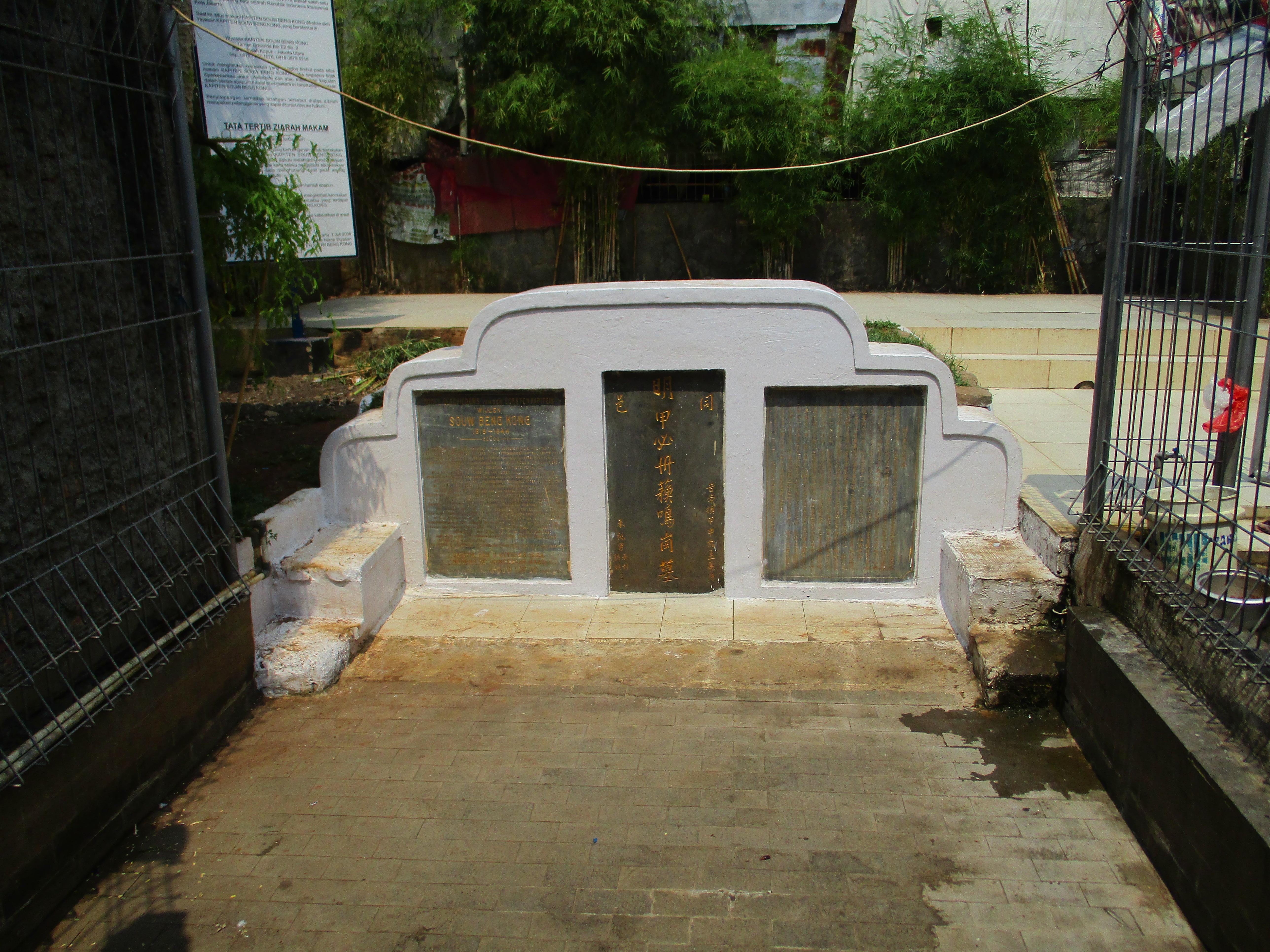
Het graf van Souw Beng Kong, die van 1620 tot 1636 de eerste kapitan Cina in Batavia was

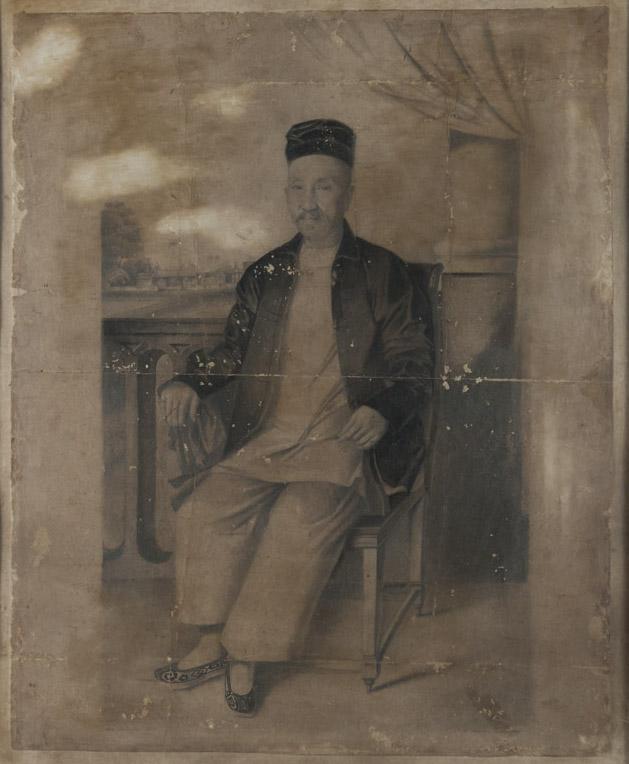
Tan Eng Goan, die als eerste in de rang van Majoor van de Chinezen in Batavia wordt benoemd

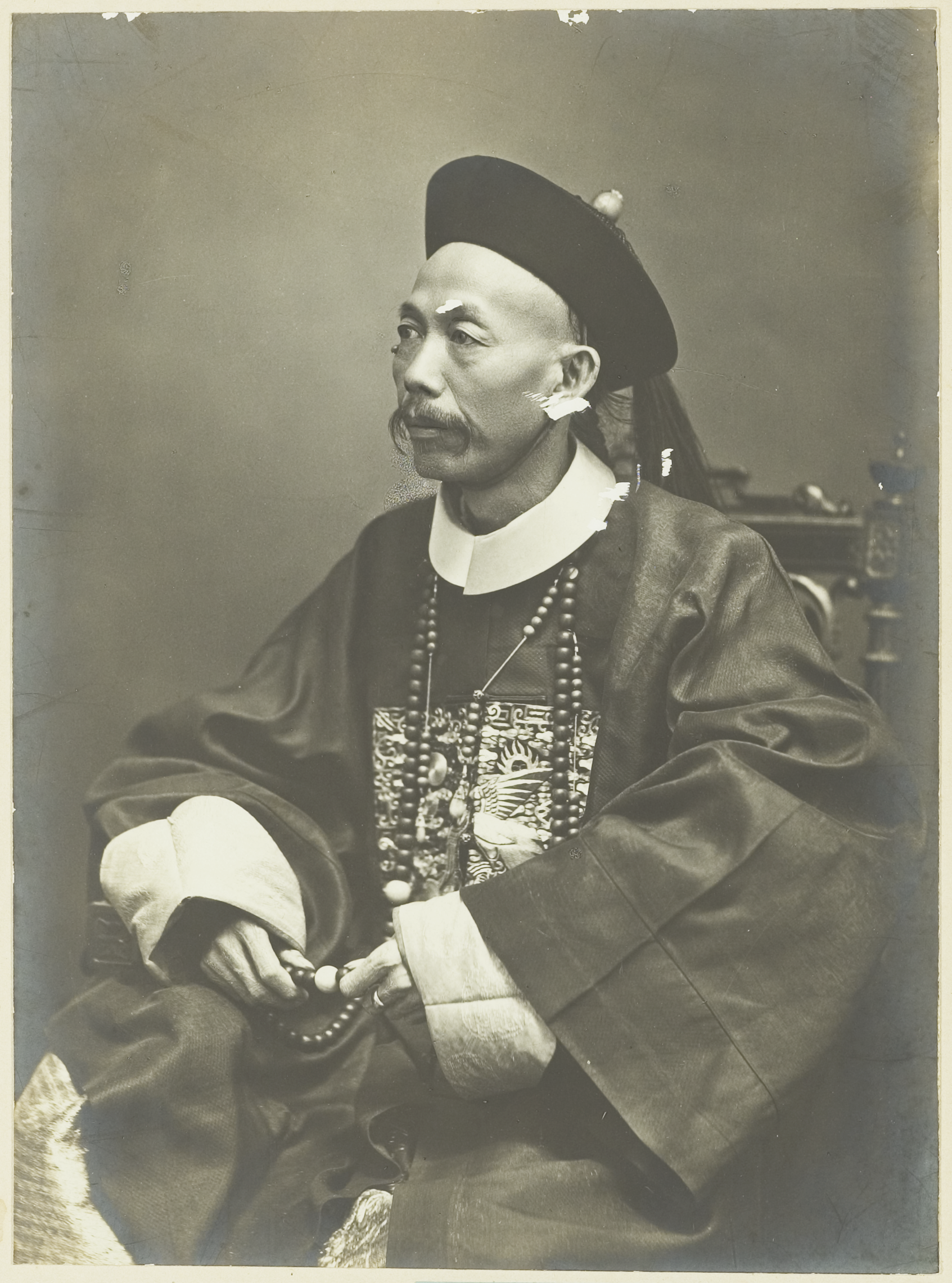
Tjong Yong Hian, Majoor van de Chinezen in Medan van 1890 tot 1911

De  kapitan Cina, de kapitein Chinees dan wel de kapitein van de Chinezen, was in delen van Zuidoost-Azië een persoon die door het lokale bestuur was aangesteld als de hoofdman van de Chinese gemeenschap aldaar. Dergelijke functionarissen bestonden in prekoloniale tijden al in onder meer meerdere sultanaten op Malakka, het huidige Thailand en het sultanaat Bantam op Java. De invulling van die functie, de daarbij behorende verantwoordelijkheden, de hiërarchische relatie met het bestuur van het gebied kon verschillen. 
De essentie was echter dat er een vorm van zelfbestuur aan de lokale Chinese gemeenschap gegeven werd onder de kapitan Cina. Vaak hadden deze ook verantwoordelijkheden die lagen op het gebied van buitenlandse handel en het innen van belastingen. Europese landen die een koloniaal regime vestigden in Zuidoost- Azië namen deze vorm van indirect bestuur over. Van al die gebieden in Zuidoost-Azië werd het instituut van kapitan Cina het meest ontwikkeld en geïnstitutionaliseerd in Nederlands-Indië.
De eerste kapitan Cina in Batavia werd in 1620 door Jan Pieterszoon Coen benoemd. Het instituut heeft ruim 300 jaar bestaan. Er werden ook mensen benoemd tot hoofdman van de Arabische gemeenschap, de kapitan Arab. De eerste daarvan werd benoemd in 1844. Het aantal benoemingen was echter zeer aanzienlijk minder in ook aanzienlijk minder plaatsen dan bij de kapitan Cina. Deze wijze van vertegenwoordiging van de Arabische gemeenschap in Nederlands-Indië was ook veel minder geïnstitutionaliseerd dan die bij de Chinese gemeenschap. 

## Eerste fase
Er waren al vanaf begin negende eeuw nauwe contacten tussen Chinezen en Javaanse koninkrijken. Cornelis de Houtman arriveerde bij de Eerste Schipvaart eind 1596 in de toen nog kleine haven van Jayakarta. Hij merkte daar een nederzetting met Chinezen op die rijst verbouwden en arak destilleerden. In 1619 veroverde de VOC het gebied van Jayakarta. Jan Pieterszoon Coen was van oordeel dat voor de ontwikkeling van de handelspost Batavia meer Chinese menskracht noodzakelijk was. Hij wist een deel van de Chinese gemeenschap in het sultanaat Bantam naar Batavia te lokken waaronder Souw Beng Kong, de in Bantam aanwezige kapitan Cina. Het gevolg daarvan was een verdere instroom van Chinezen. Najaar 1619 waren er 400 Chinezen in Batavia. Iets meer dan een halfjaar later was dat aantal verdubbeld. In 1621 was het aantal 2100 en in 1627 3500. 
Souw Beng Kong, in Nederlandse bronnen vaak benoemd als Bencon, werd de eerste kapitein van de Chinezen in Batavia. Hij werd verantwoordelijk voor de inning van het hoofdgeld dat alle in Batavia wonende Chinezen dienden te betalen en een aantal burgerlijke zaken, zoals begrafenissen. In 1630 waren de inkomsten uit het hoofdgeld van de Chinezen al de helft van de inkomsten van de stad. Bencon verkreeg een vergunning om op gokspelen belasting te heffen en speelde tevens een cruciale rol in het leggen van handelscontacten tussen Formosa en Batavia. In 1620 werd het college van schepenen gesticht om recht te spreken over alle inwoners van Batavia die geen employee waren van de VOC. Bencon kreeg daar een zetel in. Hij legde zijn functie als kapitein in 1636 neer.

## Verdere ontwikkeling
Kapiteins van de Chinezen werden benoemd door besluiten van de gouverneur-generaal van de VOC. In 1666 overleed de kapitein Gan Dji Ko (Siqua). De toenmalige gouverneur-generaal Joan Maetsuycker was zeer terughoudend in het benoemen van een nieuwe kapitein. Hij benoemde uiteindelijk de Balinese vrouw van Gan Dji Ko tot de leider van de Chinese gemeenschap in Batavia. Vanwege steeds verder groeiende weerstand tegen haar in de Chinese gemeenschap benoemde Rijcklof van Goens in 1678 een nieuwe kapitein. 
De Chinese bevolking was inmiddels in aantal aanzienlijk toegenomen. De kapitein had dus assistentie nodig om zijn taken binnen de Chinese gemeenschap te kunnen uitvoeren. Gelijktijdig werd dan ook een luitenant benoemd. In 1685 liet de pas aangestelde gouverneur-generaal Johannes Camphuys de benoeming van de nieuwe kapitein samenvallen met die van zijn eigen ambtsaanvaarding en werd het ambt van de Chinese wijkmeesters ingevoerd. Zij waren direct verantwoording verschuldigd aan de kapitein. In Batavia was aan het eind van de zeventiende eeuw sprake van een situatie van een kapitein, geassisteerd door meerdere luitenants. Ergens moet in deze periode de term Chinese officieren ingang hebben gevonden. Hoewel het een duidelijk civiel ambt was kreeg het een titel van een militaire rang. 
Gedurende de gehele periode van de VOC werden er 22 kapiteins en 73 luitenants in Batavia aangesteld. Alleen na 1740, het jaar van de Chinezenmoord, waren er drie jaar geen kapitein of luitenants aanwezig in Batavia. In de loop van de achttiende en negentiende eeuw werd deze structuur van Chinees zelfbestuur ook ingevoerd in onder meer Bandung, Batang, Semarang,  Surabaya en Manado. 
Naast het innen van belastingen, administratie van burgerzaken, het regelen van civiele conflicten binnen de gemeenschap kregen de Chinese officieren ook taken op het gebied van regelen van kwesties tussen crediteuren en debiteuren binnen de gemeenschap. De kapitein werd lid van het College van Boedelmeesters  in Batavia, dat handelend kon optreden in zaken waar geen erfgenaam was van Chinees eigendom of niet duidelijk was wie de erfgenaam was. Het eventuele vruchtgebruik van dat eigendom werd aangewend voor een Chinees ziekenhuis en weeshuis. De officieren hadden ook de verantwoordelijkheid voor het management van Chinese instellingen voor liefdadigheid, scholen en tempels. Deze hele structuur ging in de loop van de eerste decennia van de achttiende eeuw aangeduid worden met de term Kong Koan , de Chinese raad.
De gruwelijke gebeurtenissen in 1740 brachten het inzicht dat Chinese zaken beter moesten worden georganiseerd. De Chinese raad kreeg een eigen kantoor. In 1750 kreeg de raad een eigen secretariaat waarvan de personeelslasten door de VOC werd betaald. Ook na de opheffing van de VOC werd deze structuur gehandhaafd. In 1837 werd in Batavia een Majoor van de Chinezen aangesteld. De samenstelling van de Chinese raad bestond daarna uit een majoor, vier kapiteins, zes luitenants en een secretariaat. Deze structuur, zij het met iets minder personele bezetting, werd ook ingevoerd in andere steden op Java en in Manado.
De functie van Chinese officier was een erefunctie die op Java en Madura niet gesalarieerd werd. De officieren ontvingen een toelage voor de kosten die zij moesten maken. Officieren die zitting hadden in commissies van de overheid of bijvoorbeeld deel uitmaakten van de landraad ontvingen daarnaast een vaste maandelijkse vergoeding. De kosten voor kantoor en secretariaat van de Chinese raad werden door de overheid betaald. Alleen waar in de buitengewesten Chinese officieren voorkwamen werd de functie gesalarieerd. 
Het archief van de Kong Koan van Batavia is het enige relatief complete archief van een omvangrijke Chinese gemeenschap in Zuidoost-Azië. Het is het enige archief dat uitgebreide en relevante demografische en sociale gegevens bevat over de periode van eind achttiende eeuw tot eind negentiende eeuw.

## Het einde van het instituut Chinese raad
Vanaf begin twintigste eeuw begon de invloed en het gezag van de Chinese raad in een deel van de eigen gemeenschap te verminderen. Ontwikkelingen in het Chinese keizerrijk en het Ottomaanse rijk brachten ook bij de gemeenschappen van Chinezen en Arabieren in Nederlands-Indië emancipatiebewegingen op gang. Er werden culturele en religieuze organisaties opgericht waarvan vele die een politiek karakter kregen. Veranderingen in het overheidsbeleid hadden tot gevolg dat de overheid taken ging overnemen van de Chinese officieren. De Chinese officieren werden het doelwit van toenemend Chinees nationalisme. Het instituut zou niet meer in de moderne tijd passen en de officieren zouden zich te veel gedragen als lakeien van het koloniaal gezag. De Chinese Raden in Semarang en Surabaya werden in 1931 en 1934 opgeheven. Aanvankelijk was ook een opheffing voorzien van de Chinese raad in Batavia. Die ging niet door, maar de de Chinese raad kon zeker na 1930 niet meer de illusie hebben de enige vertegenwoordiger van de Chinese gemeenschap te zijn. De raad hield zich vooral bezig met charitatieve doeleinden. Na de onafhankelijkheid nam de Indonesische regering ook de nog bestaande landerijen van de raad over die voor de financiering van de charitatieve doelen zorgde. In de jaren vijftig eindigde het bestaan van de raad die toen nog alleen enige taken had op het gebied van beheer van tempels en begraafplaatsen.